# Ejército de la República de Azerbaiyán
El Ejército de la República de Azerbaiyán (en azerí: Azərbaycan Silahlı Qüvvələri Quru Qoşunları) se refiere a las fuerzas terrestres dentro de las Fuerzas Armadas de Azerbaiyán. Desde la caída de la Unión Soviética, Azerbaiyán ha estado tratando de desarrollar y mejorar sus FF. AA. y convertirlas en unas fuerzas profesionales, bien entrenadas y con alta movilidad. Según estadísticas de 2013, el país cuenta con unas fuerzas terrestres de 56 850 efectivos, a los que se les ha de sumar unas fuerzas paramilitares censadas en unas 15 000 soldados. Además, hay 300 000 habitantes que han realizado el servicio militar en los últimos 15 años y que pueden ser convocados en estados de excepción.
Según las leyes de defensa azerbaiyanas, en tiempos de guerra el ejército puede convocar, además de a los paramilitares y a los ciudadanos que realizaron el servicio militar, a la Guardia Nacional, el cuerpo de seguridad interno del país, y a al Servicio Estatal de fronteras. La estructura de la comandancia en tiempos de guerra no está del todo clara.

## Historia
Durante el período soviético, Azerbaiyán era parte del distrito militar Transcaucásico, cuyas fuerzas en la república fueron comandadas por el cuarto ejército. El cuarto ejército consistió en tres divisiones de fusileros motorizados (la 23.ª división del fusileros motorizados (MRD) en Ganja, la 60.ª división del fusileros motorizados en Lankaran, y la 295.ª división del fusileros motorizados en Bakú) y las tropas del ejército que incluyeron las brigadas balísticas y de defensa aérea y artillería, además de regimientos de cohetes. Azerbaiyán acogió también el 49.º Arsenal de la Agencia Principal de Misiles y Artillería del Ministerio de Defensa de la Federación de Rusia, que contenía más de 7.000 cartuchos de municiones de tren-coche (más de un millardo de unidades). Además, la 75.ª División de Fusileros Motorizados, parte del 7.º ejército de Guardias, estaba en la República Autónoma de Najicheván.
En el verano de 1992, el Ministerio de Defensa de Azerbaiyán, tras una resolución del presidente de Azerbaiyán sobre la nacionalización de unidades y formaciones en territorio azerbaiyano, envió un ultimátum exigiendo el control de los vehículos y armamentos de los 135.º y 139.º regimientos motorizados de la División 295.ª de Fusileros Motorizadosa. La transferencia de la propiedad del 4.º ejército, excepto por más de la mitad del equipo del 366.º Regimiento de Fusileros de la Guardia Civil de la 23.ª División capturado por las fuerzas armenias en 1992 durante la retirada del regimiento de Stepanakert, y el 49.º Arsenal se completó en 1992. Así, a fines de 1992, el Gobierno de Azerbaiyán recibió armas y material militar suficientes para aproximadamente tres divisiones de fusiles motorizados con unidades del ejército prescrito. Los almacenes y el equipo de la 75.ª División fueron entregados al gobierno de Najicheván. Las divisiones anteriores de la División pueden haber contribuido a la formación del cuartel general del Cuerpo.
Azerbaiyán también ha implementado un nuevo estilo de organización para modernizar su ejército. En los últimos 15 años, Azerbaiyán ha estado preparando a sus militares para posibles acciones contra las fuerzas armenias en Nagorno-Karabaj. Sin embargo, Azerbaiyán ha declarado continuamente que está interesado en una solución diplomática y pacífica.
Azerbaiyán ha contratado a Turquía para el entrenamiento de tropas para fortalecer sus fuerzas armadas. Esto es necesario en vista de las deficiencias que los Ejércitos Mundiales de Jane dijeron en 2004 incluyeron enormes problemas en el entrenamiento, equipamiento y motivación de sus soldados; corrupción en sus filas; Y un cuerpo de oficiales altamente politizado. La tradición del ejército soviético de dedovshchina, novatada institucionalizada, parece continuar en las fuerzas armadas a partir de 2008. La calidad y la disposición de gran parte del equipo del ejército, dijo Jane, también es un problema, ya que una década de mal mantenimiento y escasez crónica de piezas de repuesto significa que muchos sistemas no son operacionales, o que se han desmontado para aprovechar las partes. Azerbaiyán tiene el segundo gasto militar más alto en la CEI, tan solo está por delante de él la Federación Rusa.

## Estructura

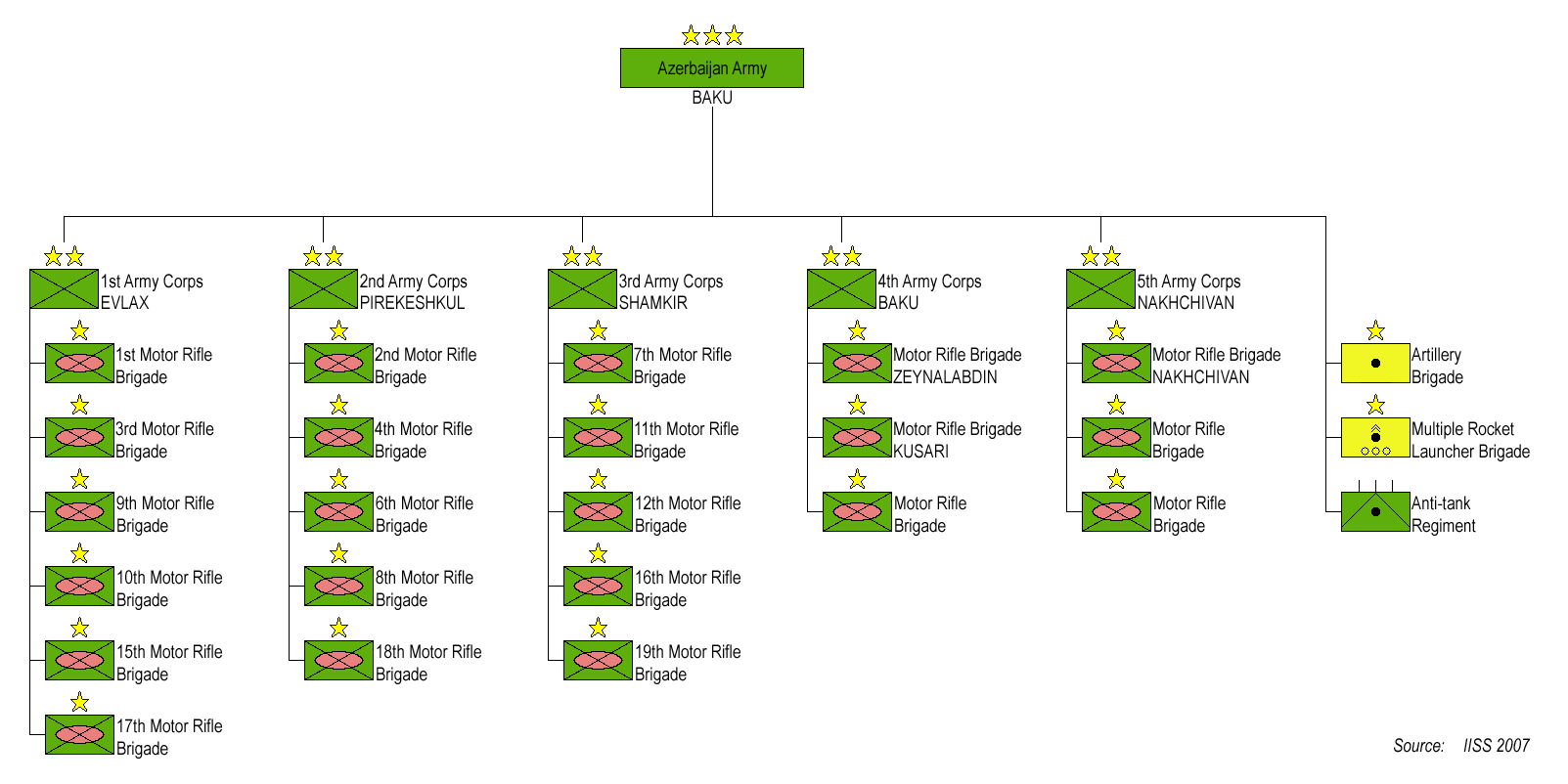
Organigrama del Ejército de Azerbaiyán en 2007/08.

Frente a las fuerzas armenias, el ejército azerí se vio obligado a regresar de Nagorno-Karabaj y se reorganizó significativamente a mediados de los años noventa predominantemente alrededor de las brigadas, aunque al menos una división se informó ya en 2000. Las maniobras formativas se han mantenido para alrededor de veinte brigadas y regimientos desde 1995, aunque esto ha aumentado lentamente recientemente. Durante el decenio de 1990, estas brigadas pudieron haber incluido la 701.ª Brigada de Fusileros Motorizados (мсбр) (1.º Cuerpo de Ejército), la 708.ª Brigada de Fusileros Motorizados (1.º Cuerpo de Ejército), 130.ª Brigada de Fusileros Motorizados (1.º Cuerpo de Ejército), 161 мсбр (2 АК) , 709 мсбр Быв. 23 мсд, y la 112.ª Brigada de Fusileros Motorizados.
Entre 2002 y 2004 el Balance Militar de IISS informó que la fuerza del personal disminuyó mientras que las formaciones totales de maniobra aumentaron en uno. El Balance Militar 2003/04 informó de una fuerza del ejército de 56.000 efectivos, con cuatro cuarteles generales del cuerpo y veintitrés brigadas de rifles motorizadas, comparado a la edición del año anterior que mostraba 62.000 efectivos y veintidós brigadas. Las unidades de artillería y antitanque incluyen dos brigadas y un regimiento. El primer Cuerpo del Ejército tiene su sede en Yevlakh según se informa con seis brigadas en 1999. (Brinkster.net informó de las 1, 3, 9, 10, 15, 17 Brigadas de Fusileros Motorizados en 1999). El 2.º Cuerpo de Ejército en Pirəkəşkül tenía siete brigadas adjuntas en 1999 (Brinkster.net nombraba a estas como las 2, 4, 6, 8, 13, 14, y 18.ª Brigadas de Fusileros Motorizados), mientras que el tercer Cuerpo de Ejército, también con seis brigadas adjuntas, tenía su jefatura en Shamkir (Brinkster.net nombró a estas formaciones como las 7, 11, 12, 16, 19, 20 Brigadas de Fusileros Motorizados en 1999). El 4.º Cuerpo de Ejército estaba en el enclave aislado de Nakicheván. Ésta es una división de Rifle Motorizada con tres regimientos adjuntos (1999).
El IISS estimó en 2007 que el ejército regular de Azerbaiyán era de 56.840 efectivos, probablemente basando esta figura en datos convencionales de las Fuerzas en Europa. Atribuye al ejército cinco cuarteles generales del cuerpo, 23 brigadas de fusileros motorizados, una brigada de artillería, una brigada de lanzador de cohetes múltiple, y un regimiento antitanque. De los cinco cuerpos de ejército, el 1.º, 2.º, y el tercer Cuerpo de Ejército se concentran contra NK; Parte del 2.º Cuerpo de Ejército se despliega en la frontera entre Azerbaiyán e Irán; El 4.º Cuerpo de Ejército cubre la capital y la costa y el 5.º Cuerpo de Ejército se despliega en Najicheván.

## Escalafón militar
Los rangos del Ejército de Azerbaiyán son los siguientes:
| - Coronel General (General de Brigada) - Teniente General - Mayor General - Coronel - Teniente-Coronel - Mayor - Capitán - Teniente Sénior (Teniente/Teniente Primero) - Teniente (Teniente Segundo) - Teniente Júnior (Teniente Tercero) | - Oficial en Jefe - Oficial - Sargento Mayor - Sargento Primero - Sargento - Cabo - Soldado de primera - Soldado |

## Material bélico

### Armas
| Nombre | Tipo                            | Fotografía | Fabricante                  | Notas |
| --- | ------------------------------- | ---------- | --------------------------- | --- |
| Pistolas y SMGs |                                 |            |                             | |
| Makarov PM | Pistola                         |            | Unión Soviética             | Pistola estándar del ejército. Será reemplazada por pistolas autóctonas.                                                  |
| Pistola automática Stechkin | Pistola                         |            | Unión Soviética             | Pistola automática. |
| Heckler & Koch MP5 | Subfusil                        |            | Alemania                    | Usada por la gendarmería y las Fuerzas especiales. Producidas en el país bajo licencia.                                   |
| IMI Uzi | Subfusil                        |            | Israel                      | |
| AKS-74U | Carabina                        |            | Unión Soviética             | Carabina estándar del ejército.                                                                                           |
| Rifles/Fusiles de Asalto |                                 |            |                             | |
| AK-74M | Fusil de asalto                 |            | Rusia/ Azerbaiyán           | Producido bajo licencia en el país.                                                                                       |
| AK-74 | Fusil de asalto                 |            | Unión Soviética             | Rifle de asalto estándar en el ejército.                                                                                  |
| AKM | Rifle de Asalto                 |            | Unión Soviética             | Rifle de asalto estándar en el ejército.                                                                                  |
| IMI Tavor TAR-21 | Rifle de Asalto                 |            | Israel                      | Usado por las Fuerzas Especiales de Azerbaiyán y equipos de policía.                                                      |
| Ametralladoras |                                 |            |                             | |
| RPK-74 | Ametralladora ligera            |            | Unión Soviética             | Arma estándar de los equipos de armas automáticas del ejército. Cartuchos de entre 30 y 45 por ronda, basada en el AK-74. |
| Ametralladora PK | Ametralladora                   |            | Unión Soviética/ Azerbaiyán | Ametralladora estándar del ejército. Incluyendo variantes del Azeri PKM.                                                  |
| DShK | Ametralladora pesada            |            | Unión Soviética             | Ametralladora pesada del ejército. Categoría estándar en el calibre 12,7 × 108 mm.                                        |
| Ametralladora Kord 12,7 | Ametralladora pesada            |            | Unión Soviética             | Ametralladora pesada del ejército. Categoría estándar en el calibre 12,7 × 108 mm.                                        |
| Bayonetas |                                 |            |                             | |
| 6H4 | Bayoneta                        |            | Unión Soviética             | Bayoneta estándar. |
| Rifles de francotirador |                                 |            |                             | |
| Fusil de francotirador Dragunov | Rifle de francotirador          |            | Unión Soviética             | Tamaño estándar, será reemplazado por rifles de francotirador autóctonos.                                                 |
| Remington 700 | Rifle de francotirador          |            | Estados Unidos              | Rifle de francotirador estándar de las Fuerzas Especiales.                                                                |
| Fusil de francotirador Yalguzag | Rifle de francotirador          |            | Azerbaiyán                  | Producido en el país. |
| KNT-308 | Rifle de francotirador          |            | Turquía                     | Producido bajo licencia en el país.                                                                                       |
| JNG-90 | Rifle de francotirador          |            | Turquía                     | Usado por la Guardia fronteriza y la gendarmería.                                                                         |
| Fusil de francotirador PSL | Rifle de francotirador          |            | Rumania                     | |
| Sako TRG | Rifle de francotirador          |            | Finlandia                   | |
| Fusil anti-material Istiglal | Rifle anti-material             |            | Azerbaiyán                  | Rifle anti-material estándar del ejército con 14,5 × 114 mm y 12,7 × 108mm cartuchos                                      |
| OSV-96 | Rifle anti-material             |            | Rusia                       | Rifle anti-material de 12,7 × 108 mm.                                                                                     |
| Lanzadores de granadas |                                 |            |                             | |
| AGS-30 | Lanzador automático de granadas |            | Rusia/ Azerbaiyán           | |
| AGS-17 | Lanzador automático de granadas |            | Unión Soviética             | |
| Misiles anti-tanque |                                 |            |                             | |
| RPG-7 | Granada propulsada por cohete   |            | Unión Soviética             | Lanzador reutilizable con variedad antipersonal y antitanque. Tamaño estándar.                                            |
| B-300 | Misil antitanque                |            | Israel                      | Lanzador reutilizable |
| 9K111 Fagot | Misil antitanque                |            | Unión Soviética             | También conocido como "TƏİR" (Tank əleyhinə idarəolunan raket kompleksi).                                                 |
| 9M113 Konkurs | Misil antitanque                |            | Unión Soviética             | |
| Spike (misil) | Misil antitanque                |            | Israel                      | 100 sistemas usados en vehículos.                                                                                         |
| MILAN | Misil antitanque                |            | Francia                     | |
| 9M133 Kornet | Misil antitanque                |            | Rusia                       | ~100 misiles |
| Galería de imágenes |                                 |            |                             | |
| - Soldado azerbaiyano con un rifle M-16A4. - Fuerzas Especiales de Azerbaiyán con rifles Tavor Tar-21 israelíes. - Fuerzas Especiales de Azerbaiyán. |                                 |            |                             | |

### Vehículos
| Nombre                                       | Fabricante            | Fotografía | Cantidad                                   | Notas |
| -------------------------------------------- | --------------------- | ---------- | ------------------------------------------ | --- |
| Carros de Combate (MBT)                      |                       |            |                                            | |
| T-90                                         | Rusia                 |            | 94-100                                     | 94 en servicio Carro de combate moderno en el ejército azerí. |
| T-72 SIM2                                    | Unión Soviética       |            | 120 activos ~300 almacenados (en reserva). | Mejorados por el sistema SIM-2, conocidos como T-72 "Aslan". Tanque equipado con navegación GPS/INS, sistema de control de disparo moderno, armadura reactiva modular, material electrónico moderno y otros sistemas. |
| T-55                                         | Unión Soviética       |            | 100                                        | Usados en ocasiones como objetivos en la práctica de tiro del resto de tanques. |
| Vehículos de Combate de Infantería (VCI/IFV) |                       |            |                                            | |
| BMP-3                                        | Rusia                 |            | 104                                        | La versión BMP-3M tiene el sistema de visión térmica Vesna-K Principal VCI/IFV del ejército azerí. |
| BMP-2                                        | Unión Soviética       |            | 41                                         | La versión BMP-2M está modernizada con el sistema Elbit israelí ~40 en servicio activo, más en almacenamiento. |
| BMP-1/BMP-1K BRM-1                           | Unión Soviética       |            | 44 21 más en almacenamiento.               | |
| BMD-1                                        | Unión Soviética       |            | 20                                         | |
| Transporte blindado de personal (TBP/APC)    |                       |            |                                            | |
| BTR-80                                       | Rusia                 |            | 101+                                       | Usado principalmente por el Ejército de Tierra. |
| BTR-70                                       | Unión Soviética       |            | 53                                         | Modernizados por el Ministerio de Defensa de Azerbaiyán. Vehículo equipado con una torreta moderna "Shimshek", sistema de control de fuego y visión térmica. Más en almacenamiento (sin modernizar).                  |
| BTR-60                                       | Unión Soviética       |            | 53                                         | Más en almacenamiento |
| BTR-3                                        | Ucrania               |            | 3                                          | |
| BTR-D                                        | Unión Soviética       |            | 11                                         | |
| BRDM-2                                       | Unión Soviética       |            | 88                                         | 23 vehículos han sido modernizados por el Ministerio de Defensa de Azerbaiyán. Se les llama "ZKDM". |
| MT-LB                                        | Unión Soviética       |            | 393                                        | |
| Vehículos blindados ligeros                  |                       |            |                                            | |
| Vehículo de patrulla Gyurza                  | Azerbaiyán            |            | 15+                                        | Licenciado. |
| Mercedes-Benz Clase G                        | Alemania              |            | 43                                         | Usado por el Servicio Estatal de Fronteras. |
| Tarpan Honker                                | Polonia               |            | 3                                          | Usado por los zapadores. |
| Renault Sherpa 2                             | Francia               |            | Desconocida                                | |
| Humvee                                       | Estados Unidos        |            | 60                                         | Usada por las fuerzas del orden y las fuerzas de paz. |
| Land Rover Defender                          | Reino Unido           |            | 110                                        | |
| AIL Storm                                    | Israel                |            | 80                                         | |
| AIL Abir                                     | Israel                |            | 30                                         | |
| Plasan Caracal                               | Israel                |            | 5                                          | |
| Otokar Cobra                                 | Turquía               |            | 350                                        | |
| Otokar ZPT                                   | Turquía               |            | 200                                        | |
| Marauder                                     | Sudáfrica/ Azerbaiyán |            | 85                                         | Producido en el país. |
| Matador (mine protected vehicle)             | Sudáfrica/ Azerbaiyán |            | 60                                         | Producido en Azerbaiyán. |
| Cougar                                       | Estados Unidos        |            | 4                                          | Usado por las fuerzas de paz. |

### Artillería
| Nombre                                      | Fabricante      | Fotografía | Cantidad    | Notas                               |
| ------------------------------------------- | --------------- | ---------- | ----------- | ----------------------------------- |
| Misiles Balísticos Tácticos                 |                 |            |             |                                     |
| OTR-21 Tochka                               | Unión Soviética |            | 3           | Rango: 120 km                       |
| Sistemas de lanzamiento múltiple de misiles |                 |            |             |                                     |
| TOS-1                                       | Rusia           |            | 18          |                                     |
| BM-30 Smerch                                | Rusia           |            |             |                                     |
| T-300 Kasırga                               | China Turquía   |            | Desconocido |                                     |
| T-122 Sakarya                               | China Turquía   |            | 44          |                                     |
| Lynx                                        | Israel          |            | 30          |                                     |
| BM-21 Grad                                  | Unión Soviética |            | 53          |                                     |
| Sistema de Artillería Autopropulsada        |                 |            |             |                                     |
| T-155 Fırtına                               | Turquía         |            | 36          |                                     |
| ATMOS 2000                                  | Israel          |            | 5           |                                     |
| 2S19 Msta                                   | Unión Soviética |            | 18          |                                     |
| 2S7 Pion                                    | Unión Soviética |            | 12          |                                     |
| 2S3 Akatsiya                                | Unión Soviética |            | Desconocido |                                     |
| 2S1 Gvozdika                                | Unión Soviética |            | Desconocido |                                     |
| Cañones remolcados                          |                 |            |             |                                     |
| D-30                                        | Unión Soviética |            | 195         |                                     |
| D-20                                        | Unión Soviética |            | 30          |                                     |
| 2A36                                        | Unión Soviética |            | 32          |                                     |
| M-46                                        | Unión Soviética |            | 36          |                                     |
| D-44                                        | Unión Soviética |            | 72          |                                     |
| Morteros                                    |                 |            |             |                                     |
| 2S31 Vena                                   | Rusia           |            | 18          |                                     |
| 2S9 Nona                                    | Unión Soviética |            | 27          |                                     |
| MO-120-RT-61                                | Francia         |            | 19          | Producidos bajo licencia por MODIAR |
| 2B14 Podnos                                 | Unión Soviética |            | 400         |                                     |
| 2B11 Sani                                   | Unión Soviética |            | 600         |                                     |
| RM-38                                       | Unión Soviética |            | 30          |                                     |